# 김정은의 초콜릿
김정은의 초콜릿은 대한민국의 방송사 SBS에서 2008년부터 2011년까지 제작·방영된 심야 음악 프로그램이다. SBS에서 매주 일요일 밤 12시 10분에 방송되었으며, 연예인을 초대하여 노래를 부르고 진행자인 김정은과 이야기를 나누는 텔레비전 프로그램이다.

## 방영 목록

### 2008년
| 회차 | 방송일    | 초대 손님                                                                                    |
| ---- | --------- | -------------------------------------------------------------------------------------------- |
| 1회  | 3월 11일  | 박정현, 유리상자, 이서진, 김장훈                                                             |
| 2회  | 3월 18일  | 성시경, 거미, T.O.P, 구준엽, 박지은, 테이                                                    |
| 3회  | 3월 25일  | 이소라                                                                                       |
| 4회  | 4월 1일   | 이범수, 남경주, 최정원, 하동균                                                               |
| 5회  | 4월 8일   | 윤도현, 강산에, 다비치                                                                       |
| 6회  | 4월 22일  | 이승환, 차태현, 45RPM                                                                        |
| 7회  | 4월 29일  | 빅마마, 박혜경                                                                               |
| 8회  | 5월 7일   | 이승철, 송윤아, 박용하, 장나라                                                               |
| 9회  | 5월 14일  | 노브레인, 이현우, 김광민, 박정현, 파란                                                       |
| 10회 | 5월 21일  | 이준기, 빅뱅, 웅산                                                                           |
| 11회 | 5월 28일  | 심수봉, 에픽하이, 나몰라패밀리, 신봉선, 에반                                                 |
| 12회 | 6월 4일   | 김장훈, 구준엽, 채연, 김건모                                                                 |
| 13회 | 6월 11일  | 플라이 투 더 스카이, 김상중, 김흥수, 유인영, 넬, Moony                                       |
| 14회 | 6월 18일  | 자우림, Nebbia, 오지호, V.O.S                                                                |
| 15회 | 6월 25일  | 김현정, SG 워너비, 옥주현                                                                    |
| 16회 | 7월 2일   | 클래지콰이, 태양, 거미, 도원경                                                               |
| 17회 | 7월 9일   | DJ DOC, 45RPM, 원더걸스                                                                      |
| 18회 | 7월 16일  | 수애, 엄정화, 김진표                                                                         |
| 19회 | 7월 23일  | 한석규, 더 넛츠, 홍경민, 이정                                                                |
| 20회 | 7월 30일  | 부가킹즈, 에픽하이, 예지원, 탁재훈, 서인영, 원투, 박상민, 최정원, 이하늬, 선데이브런치, 카이 |
| 21회 | 8월 6일   | 김건모, 지석진, 김제동, 김창환, 채연, 구준엽                                                 |
| 22회 | 8월 27일  | 쿨, 강산에, 한영                                                                             |
| 23회 | 9월 3일   | 스윗 소로우, BMK, 다이나믹 듀오, 봄여름가을겨울                                              |
| 24회 | 9월 10일  | 김범수, 윤하, 김동완, 크라잉넛                                                               |
| 25회 | 9월 17일  | 김정민, 백지영, FT아일랜드                                                                   |
| 26회 | 9월 24일  | 김혜수, 노브레인, 빅뱅, 더원                                                                 |
| 27회 | 10월 1일  | 동방신기, 유예은, 슈퍼주니어-Happy                                                           |
| 28회 | 10월 8일  | 문소리, 신혜성, 태연, 체리필터                                                               |
| 29회 | 10월 15일 | Alegria, 이종혁, 공효진, 나무자전거, 박기영, 이바디 유연석(방청객)                           |
| 30회 | 10월 22일 | 신승훈, 손호영                                                                               |
| 31회 | 10월 29일 | 공형진, 이성진, 앤디, 김종서, 데프콘                                                         |
| 32회 | 11월 5일  | 원더걸스, 송창의, V.O.S                                                                      |
| 33회 | 11월 12일 | 유준상, 휘성, W&Whale                                                                        |
| 34회 | 11월 19일 | 강호동, 윤종신, 은지원, 이수근                                                               |
| 35회 | 11월 26일 | 비, 테이                                                                                     |
| 36회 | 12월 3일  | 김종국, 정훈희, 김C, 제이                                                                    |
| 37회 | 12월 10일 | 손담비, 이민우, 백지영, 나몰라패밀리                                                         |
| 38회 | 12월 17일 | 이선균, 유진, 이수영, M.C. The Max                                                           |
| 39회 | 12월 24일 | 주진모, 빅뱅, 브라운 아이드 걸스,Famous Artist Show팀                                        |

### 2009년
| 회차 | 방송일    | 초대 손님                                                                                          |
| ---- | --------- | -------------------------------------------------------------------------------------------------- |
| 40회 | 1월 7일   | 강성연, 김건모, 김형범, 컬투                                                                       |
| 41회 | 1월 14일  | 정준호, 정운택, 김범수, 럼블피쉬                                                                   |
| 42회 | 1월 21일  | 테이, 서영은, K.will                                                                               |
| 43회 | 1월 28일  | 바비 킴, 자우림, 김경록                                                                            |
| 44회 | 2월 11일  | 김장훈, 문정희, 엄태웅, SS501                                                                      |
| 45회 | 2월 18일  | 윤종신, 하림, 화요비, 린, 지선                                                                     |
| 46회 | 2월 25일  | 소녀시대, 정엽, 이소정                                                                             |
| 47회 | 3월 4일   | 휘성, 쥬얼리S, 강수지, 부활                                                                        |
| 48회 | 3월 11일  | MC몽, 장윤정, 봄여름가을겨울, 노브레인, 부가킹즈, 다이나믹 듀오feat(슈프림팀)M.A.C, 이소연(방청객) |
| 49회 | 3월 18일  | 황정민, 임창정, 적우                                                                               |
| 50회 | 4월 1일   | 플라이 투 더 스카이, 린, 이세준, 태원                                                              |
| 51회 | 4월 8일   | YB, 노홍철, 에픽하이, 업타운, 솔비(우정출연)                                                       |
| 52회 | 4월 15일  | 신혜성, 이지훈, 박정현, K.will                                                                     |
| 53회 | 4월 22일  | 슈퍼주니어(이특, 희철, 은혁, 동해, 려욱), 손담비, 김래원, 2AM, 스윗 소로우                         |
| 54회 | 5월 2일   | 자우림, 컬투, 유리상자,해피페이스, 낯선                                                            |
| 55회 | 5월 9일   | 장서희, 인순이, 윤하, W&Whale                                                                      |
| 56회 | 5월 16일  | 타이거 JK, 윤미래, 션, 플라이 투 더 스카이, 란                                                     |
| 57회 | 5월 30일  | 조성모, 한지혜, SWELLSEASON                                                                        |
| 58회 | 6월 6일   | 장나라, 채연, 장혜진, 장희영, 뷰렛                                                                 |
| 59회 | 6월 13일  | 한영애, 이승철, 매드 소울 차일드                                                                   |
| 60회 | 6월 20일  | 2PM, 김지선, 최화정, 컬투, 김창렬, 배칠수, 전영미, 나무자전거                                      |
| 61회 | 7월 4일   | 이구데스만&주형기, 클론, 지상렬, 커먼그라운드                                                      |
| 62회 | 7월 11일  | Alice In Neverland, Mocca, 이정현, 박한별, 아이유                                                  |
| 63회 | 7월 18일  | 백두산, 노라조, 박해미, 옥주현, 유승찬                                                             |
| 64회 | 7월 25일  | 문희준, 이민우, 원투, 나비, 나윤권, 낯선(우정출연)                                                 |
| 65회 | 8월 1일   | 남상미, FT아일랜드, 김경호, 소찬휘, 손수경                                                         |
| 66회 | 8월 8일   | 강산에, YB, 뜨거운 감자, 김제동, 조정치                                                            |
| 67회 | 8월 15일  | 소녀시대, 쿨, 백지영, 택연,일 삐노키오                                                             |
| 68회 | 8월 29일  | 클래지콰이, MC몽, 은지원, 2NE1, 길미, BI                                                           |
| 69회 | 9월 5일   | 룰라, 이지아, 브라운 아이드 걸스, 레이지본                                                         |
| 70회 | 9월 12일  | 싸이, 김장훈                                                                                       |
| 71회 | 9월 19일  | 쥬얼리, 심신, 마로니에, 여행스케치, G-Dragon                                                       |
| 72회 | 9월 26일  | 테이, 나윤권, 이민기, 티아라, 티맥스                                                               |
| 73회 | 10월 10일 | 부활, 바다, 황보, 마이티 마우스, 하늘                                                              |
| 74회 | 10월 17일 | 미방분 스페셜                                                                                      |
| 75회 | 10월 24일 | 8eight, 홍경민, 김정민, 타니 루미코, 알리                                                          |
| 76회 | 10월 31일 | 김범수, 리쌍(feat정인), 정준하, 마야                                                               |
| 77회 | 11월 7일  | 서인국, SS501, 박효신, 린                                                                          |
| 78회 | 11월 14일 | 김진표, 하늘, 쥬얼리S, 환희, 샤이니, 이민정, 정경호, 더 원, 바비 킴, 김범수                        |
| 79회 | 11월 21일 | 우정훈, K.will, 휘성, MC몽                                                                         |
| 80회 | 11월 28일 | MC 스나이퍼, 아웃사이더, 환희, 채동하, 노브레인                                                    |
| 81회 | 12월 5일  | 신승훈, 아이유, 정엽, 이루마                                                                       |
| 82회 | 12월 12일 | 이영현, 씨야, 샤이니, 이승환                                                                       |
| 83회 | 12월 19일 | 박진영, 김아중, 2PM                                                                                |
| 84회 | 12월 26일 | 클래지콰이, 미료, 가인, 박규리, 한승연, 허가윤, 전지윤, 레인보우, 브라이언, 슈프림팀, 크라잉넛     |

### 2010년
| 회차  | 방송일    | 초대 손님                                                       |
| ----- | --------- | --------------------------------------------------------------- |
| 85회  | 1월 2일   | 장혜진, 윤하, 연정훈, 한혜진, 에픽하이, Dok2, MYK, 강혜정       |
| 86회  | 1월 16일  | 박미경, 지현우, 애프터스쿨, H-유진(feat나비), KCM, 2NB          |
| 87회  | 1월 23일  | 이은미, 아이비, 은지원, 장수원, 사라 장                         |
| 88회  | 1월 30일  | 문근영, 2AM, f(x), 샤이니, 진구                                 |
| 89회  | 2월 6일   | 신세경, 차태현, 김종국, 홍경민, 서인국, 알리, 화요비, 고유진    |
| 90회  | 2월 20일  | 리사, 김형중, 임창정, 유키스, 가비엔제이                        |
| 91회  | 2월 27일  | 4minute, 나윤권, 아이유, 김원준, 이세준, 배기성, 최재훈, 디바인 |
| 92회  | 3월 6일   | 민경훈, CNBLUE, 전혜빈, 이비, 홍경민                            |
| 93회  | 3월 13일  | 택연, 싸이, 카라, 리쌍, 정인, 조정치                            |
| 94회  | 4월 3일   | 왁스, 정훈희, K.will, 아웃사이더, 디셈버                        |
| 95회  | 4월 10일  | 소녀시대, 4MEN, 원투, 브리즈                                    |
| 96회  | 5월 1일   | 2AM, 스윗 소로우, 메이트, 슈프림팀, 미지                        |
| 97회  | 5월 8일   | 에픽하이, 정엽, J, 트랙스, 김희철, Mr.2                         |
| 98회  | 5월 15일  | 임재범, 김윤아, 애프터스쿨, 디아                                |
| 99회  | 5월 22일  | 베스트 명장면 & 미방분 스페셜                                   |
| 100회 | 5월 29일  | CNBLUE, 비, 샤이니, 박명수, 길, 타이거 JK, 윤미래, 2PM          |
| 101회 | 6월 5일   | 이효리, FPM, 이만백(컬투&캔), 금비, 소울다이브                  |
| 102회 | 7월 4일   | 이승환, 바이브, 유리상자, 서영은, 정엽, 요아리, 이루마          |
| 103회 | 7월 11일  | 린, CNBLUE, 유준상, 유선, 뜨거운 감자, 씨스타                   |
| 104회 | 7월 18일  | 손담비, 김수로, 티아라, 주석, 마이티 마우스, 디셈버, Sinn-K     |
| 105회 | 7월 25일  | 2AM, 아이유, 플라워, 바비 킴, Double K, 길학미, 채리스 펨핀코   |
| 106회 | 8월 1일   | 김연아, 채연, 비스트, 원투, 2WinS                               |
| 107회 | 8월 8일   | DJ DOC, 화요비, 나르샤, 옴므                                    |
| 108회 | 8월 15일  | 이은미, f(x), V.O.S, 먼데이 키즈, 이은혜                        |
| 109회 | 8월 22일  | 보아, 베이비복스, 윤종신,윤승호밴드                             |
| 110회 | 8월 29일  | 태양, 장윤정, 이루, JK 김동욱, 지아, 체스                       |
| 111회 | 9월 5일   | 휘성, 환희, 샤이니, 루나, 로티플 스카이, 서인국                 |
| 112회 | 9월 12일  | SE7EN, 시크릿, 허니 패밀리, JQT                                 |
| 113회 | 9월 19일  | 조성모, 4minute, 송승헌, 럼블피쉬, 틴탑                         |
| 114회 | 9월 26일  | FT아일랜드, 송창의, 박건형, 서영은, K.will, 길미, 인피니트      |
| 115회 | 10월 3일  | 부활, 2NE1, KCM, 나비                                           |
| 116회 | 10월 10일 | 컴백 마돈나 밴드, 성시경, 김종국, 안진경, 김승수                |
| 117회 | 10월 17일 | 이적, 임정희, 조권, 박상민                                      |
| 118회 | 10월 24일 | SG 워너비, 가인, 슈프림팀, 선민                                 |
| 119회 | 10월 31일 | 윤하, 비스트, 8eight,moony                                      |
| 120회 | 11월 7일  | 싸이, miss A, 디셈버                                            |
| 121회 | 11월 14일 | 이선희, 이승기, 2PM, 선데이브런치,에바스, 손호범(특별출연)      |
| 122회 | 11월 21일 | 소녀시대, 2AM, 유리상자, 적우                                   |
| 123회 | 11월 28일 | 김원준, 정준하, 임창정, 윤종신, BMK                             |
| 124회 | 12월 5일  | 김장훈, 정엽, V.O.S                                             |
| 125회 | 12월 12일 | 티아라, 서인영, 씨스타, K.will                                  |
| 126회 | 12월 19일 | 양동근, 아이유, 린, 팀                                          |
| 127회 | 12월 26일 | 신승훈, 이적, 박정현                                            |

### 2011년
| 회차  | 방송일   | 초대 손님                                                                |
| ----- | -------- | ------------------------------------------------------------------------ |
| 128회 | 1월 2일  | 앙코르 스페셜                                                            |
| 129회 | 1월 9일  | 이범수, 애프터스쿨, 캔                                                   |
| 130회 | 1월 16일 | GD&TOP, 시크릿, 이영현, 이지영, VNT                                      |
| 131회 | 1월 23일 | MBLAQ, 제아(브라운 아이드 걸스), 가비엔제이, 브래드 리틀, 이해리(다비치) |
| 132회 | 1월 30일 | 동방신기, 박정민, 스윗 소로우                                            |
| 133회 | 2월 6일  | 승리, 쥬얼리, 마이티 마우스, 소야                                        |
| 134회 | 2월 13일 | 이정, 이연희, 인피니트, 틴탑, 한그루                                     |
| 135회 | 2월 20일 | 박혜경, 산이, Simon D, 효린, K.will, 휘성, G.NA, JQT                     |
| 136회 | 3월 6일  | 김현정, 창민(2AM), 김동완, 가희, 간미연, 이현, 파이브돌스                |
| 137회 | 3월 20일 | 이승환, CNBLUE, 리쌍, 정인, 백지영 / 3주년 특집, 마지막 무대             |

## 관련 음악 프로그램
- 유&아이 (SBS/후속 프로그램)
- 이소라의 프로포즈
- 윤도현의 러브레터
- 이하나의 페퍼민트
- 유희열의 스케치북
- 뮤직뱅크 (이상 KBS)
- SBS 인기가요
- 음악여행 라라라
- 쇼 음악 중심 (이상 MBC)
- EBS 스페이스 공감 (EBS)
- 엠카운트다운 (Mnet)